# The Pirates of Somalia
The Pirates of Somalia es una película dramática estadounidense de 2017 escrita y dirigida por Bryan Buckley. La película está protagonizada por Evan Peters, Al Pacino, Melanie Griffith y Barkhad Abdi. La película tuvo su estreno mundial en el Festival de Cine de Tribeca el 27 de abril de 2017. La película fue estrenada el 8 de diciembre de 2017 por Echo Bridge Home Entertainment.

## Trama

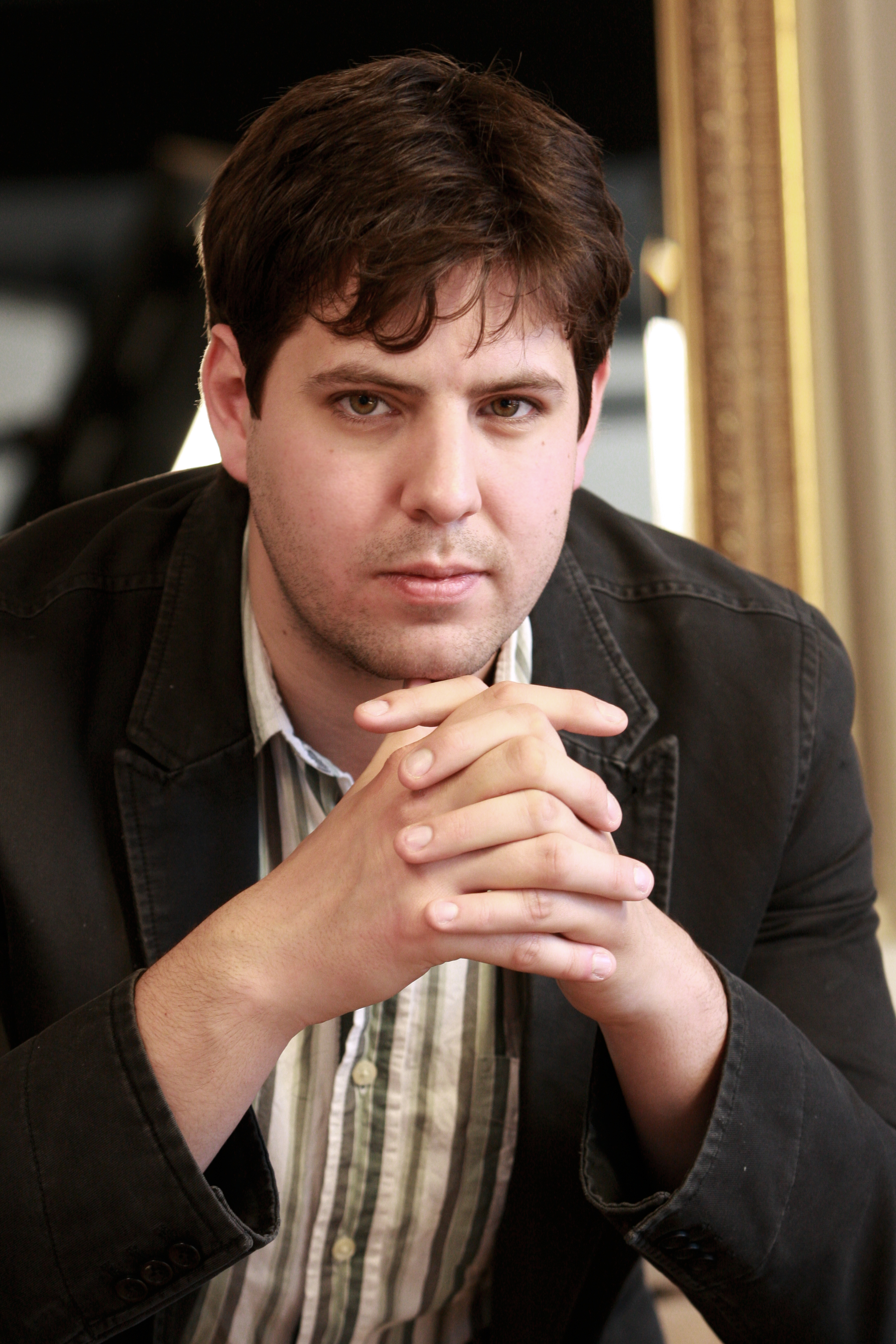
El periodista Jay Bahadur en 2011.

Después de graduarse de la Universidad de Toronto, el periodista Jay Bahadur intenta en vano hacerse un hueco en la profesión. Todavía viviendo con sus padres, se mantiene a flote con una actividad insatisfactoria como cuestionador para la colocación de productos en los supermercados. Aparece una oportunidad cuando su ídolo periodístico Seymour Tolbin lo inspira a realizar su sueño periodístico no de una manera convencional a través de una educación universitaria de posgrado, sino a través de una emocionante misión para investigar los antecedentes de la piratería en Somalia.
Bahadur se asegura el apoyo de la población local y vuela al país devastado por la guerra civil. A través de su traductor Abdi (Barkhad Abdi), logra establecer contactos con los piratas somalíes locales y entrevistarlos. Se interesa cada vez más en estudiar una organización de piratas somalíes. Para cumplir este sueño, Jay continúa su investigación, encontrándose cada vez más en peligro, y finalmente se deja llevar por la vorágine de los acontecimientos.

## Reparto
- Evan Peters es Jay Bahadur[1]
- Al Pacino as Seymour Tolbin[2]
- Melanie Griffith es Maria Bahadur[2]
- Barkhad Abdi es Abdi[2]
- Aidan Whytock es Agente Brice
- Kiana Madani es Tracy Ziconni
- Philip Ettinger es Alex
- Darron Meyer es Mitch Kelp
- Russell Posner es Jared Bahadur
- Armaan Haggio es  Mohamad Farole Jr.
- Jojo Gonzalez es Jojo
- Maria Vos es Avril Benoît
- Sabrina Hassan es Maryan
- Mohamed Barre es Boyah
- Abdi Sidow Farah es Colonel Omar

## Estreno
La película tuvo su estreno mundial en el Festival de Cine de Tribeca el 27 de abril de 2017. Poco después, Echo Bridge adquirió los derechos de distribución de la película en EE. UU. y la fijó para su estreno el 8 de diciembre de 2017.